# Művészeti Könyvtár
A Művészeti Könyvtár egy 20. század eleji magyar nyelvű könyvsorozat címe volt, amely művészettörténeti témakörökkel foglalkozott. A sorozat szerkesztője Lippich Elek volt, és a következő köteteket tartalmazta:
- Darvai Móric: Benvenuto Cellini élete és művei. 17 szövegképpel. 18 melléklettel. (108 l.) 1907. Díszkötésben
- Diner-Dénes József: Lionardo da Vinci és renaissance kialakulása. 13 szövegképpel, 16 melléklettel. (246 l.) 1906. Díszkötésben (→reprint kiadás: Laude Kiadó, Budapest, é. n. [1990-es évek], ISBN 963-783-076-6)
- Divald Kornél: Budapest művészete a török hódoltság előtt. Csányi Károly 10 eredeti építészeti rajzaival és 49 képpel. (166 l.) 1909. Díszkötésben
- Éber László: Donatello. 10 melléklet és 84 szövegbe nyomott képpel. (148 l.) 1904. Díszkötésben
- Lázár Béla: Paál László. 11 melléklettel és 59 szövegbe nyomott képpel. (157 l.) 1904. Díszkötésben
- Leipnik L. Nándor: A barbizoni művészek. 11 melléklettel és 64 szövegbe nyomott képpel. (148 l.) 1904. Díszkötésben
- Malonyay Dezső: Mednyánszky. 107 szövegképpel, 12 melléklettel és egy facsimiléve  (128 l.) 1904. Díszkötésben (→elektronikus elérhetőség: Archive.org)
- Malonyay Dezső: A fiatalok. Ferenczy Károly, Grünwald Béla, Katona Nándor. Magyar-Mannheimer Gusztáv, Rippl-Rónai József. 16 melléklettel, 3 hasonmás és 197 szövegbe nyomott képpel. (220 l.) 1906. Díszkötésben (elektronikus elérhetőség: Archive.org)
- Malonyay Dezső: Szinyei Merse Pál. 16 melléklet, 3 hasonmás és 60 szövegbe nyomott képpel. (115 l.) 1910. Díszkötésben
- Meller Simon: Michelangelo. 17 melléklettel és 83 szövegbe nyomott képel. (152 l.) 1904. Díszkötésben
- Pekár Gyula: Ferrara. Ravenna. Firenze. Korképek. 14 melléklettel és szövegbe nyomott 86 képpel. (152 l.) 1907. Díszkötésben
- Felvinczi Takács Zoltán: Dürer. 100 szövegbe nyomott képpel és 8 melléklettel. (182 l.) 1909. Díszkötésben
- Wollanka József: Raffael. 107 szövegképpel, 13 melléklettel. (222 l.) 1906. Díszkötésben
- Malonyay Dezső: Munkácsy Mihály I–II. 1911. Díszkötésben (→elektronikus elérhetőség: Archive.org, I. kötet; Archive.org, II. kötet)
- Öhquist János: A finnek művészete ősidőktől maig. (243 l.) 1911. Díszkötésben